# Obiageli Olorunsola
Obiageli Olorunsola (* 11. Mai 1962) ist eine nigerianische Badmintonspielerin. 

## Karriere
Obiageli Olorunsola nahm 1996 im Dameneinzel und im Mixed an Olympia teil. Sie belegte dabei bei beiden Starts Platz 17 in der Endabrechnung. Bereits 1991 hatte sie die Mauritius International und die Kenya International gewonnen. 1995 gewann sie alle drei möglichen Titel bei den Nigeria International.

## Sportliche Erfolge
| Saison | Veranstaltung           | Disziplin   | Platz | Name                                        |
| ------ | ----------------------- | ----------- | ----- | ------------------------------------------- |
| 1991   | Mauritius International | Mixed       | 1     | Tamuno Gibson / Obiageli Olorunsola         |
| 1991   | Kenya International     | Mixed       | 1     | Sesan Gbajobi / Obiageli Olorunsola         |
| 1991   | Kenya International     | Damendoppel | 1     | Obiageli Olorunsola / Dayo Oyewusi          |
| 1995   | Nigeria International   | Mixed       | 1     | Obiageli Olorunsola / Kayode Akinsanya      |
| 1995   | Nigeria International   | Damendoppel | 1     | Obiageli Olorunsola / Olamide Toyin Adebayo |
| 1995   | Nigeria International   | Dameneinzel | 1     | Obiageli Olorunsola                         |
| 1996   | Afrikameisterschaft     | Mixed       | 1     | Kayode Akinsanya / Obiageli Olorunsola      |
| 1996   | Afrikameisterschaft     | Damendoppel | 1     | Obiageli Olorunsola / Olamide Toyin Adebayo |
| 1996   | Afrikameisterschaft     | Dameneinzel | 1     | Obiageli Olorunsola                         |
| 1996   | Olympia                 | Dameneinzel | 17    | Obiageli Olorunsola                         |